# David Purley
Ne pas confondre avec David Purcey.
David Purley, né le 26 janvier 1945 à Bognor Regis  et mort le 2 juillet 1985 dans la même ville est un pilote automobile anglais. As de la Formule 3 mais auteur d'une modeste carrière en Formule 1 (seulement 7 Grands Prix), il s'est surtout rendu célèbre pour avoir tenté de porter secours, en vain, à son compatriote Roger Williamson lors du Grand Prix des Pays-Bas 1973.

## Biographie
Issu d'une famille qui a fait fortune dans la fabrication de réfrigérateurs (la LEC Refrigeration), David Purley bénéficie d'une aisance financière qui lui permet de débuter en sport automobile à la fin des années 1960 (sur AC Cobra puis sur Chevron). En 1970, il débute en monoplace en Championnat de Grande-Bretagne de Formule 3 sur une Brabham au sein de l'écurie LEC Refrigeration Racing. Il obtient son premier succès au Grand Prix des Frontières à Chimay en Belgique, devant James Hunt. En 1971, il achète une Ensign au volant de laquelle il s'impose à Lyden puis à Brands Hatch et à nouveau au Grand Prix des Frontières. En 1972, il court à la fois en Formule 3 et en Formule 2. En Formule 2, il obtient comme meilleur résultat un podium à Pau derrière Peter Gethin et Patrick Depailler tandis qu'en Formule 3, il remporte pour la troisième fois consécutive le Grand Prix des Frontières.
En 1973, après trois années passées principalement en Formule 3, il s'engage en Formule Atlantique et accède dans le même temps à la Formule 1 au volant d'une March Engineering privée sponsorisée par LEC. Purley a toutefois déjà modestement pris le volant d'une monoplace de Formule 1 en 1972 : en effet, il est recruté par l'écurie Connew Racing Team de Peter Connew pour piloter la PC1 au John Player Challenge Trophy, course hors-championnat. Purley, déjà sensible aux conditions de sécurité lors des Grands Prix, insiste pour avoir un coupe-circuit sur le volant. Ses mécaniciens bricolent alors un système à la hâte, à l'aide d'un simple câble électrique enroulé autour du volant. La voiture ne termine pas le warm-up à cause de la rupture du câble. 
Il dispute son premier Grand Prix à Monaco (abandon), puis, après une non-qualification en Grande-Bretagne, participe au Grand Prix des Pays-Bas, qui fait sa célébrité. Qualifié en fond de grille, il pourchasse, en début de course, la March de son compatriote Roger Williamson, lorsque ce dernier est victime dans une portion rapide d'une défaillance mécanique (crevaison ou bris de suspension), qui l'envoie contre le rail. Le choc est tel que la March se retourne et est renvoyée sur la piste où elle commence à s'embraser. Immédiatement, Purley s'arrête sur le côté opposé de la piste et part porter secours à Williamson, encore conscient mais incapable d'évacuer par ses propres moyens sa monoplace retournée. Purley tente de remettre la voiture de Williamson sur ses roues, sans succès. Il essaye ensuite d'éteindre l'incendie avec l'aide d'un petit extincteur pris des mains d'un commissaire de piste qui s'était approché, sans plus de réussite. Ce n'est que dans un second temps qu'une équipe de secouristes intervient et parvient à éteindre le feu mais trop tard pour sauver Williamson, mort asphyxié. La saison 1973 correspondant au début de la généralisation des retransmissions en direct des Grand Prix, les images de Purley tentant vainement de secourir Williamson font le tour du monde et marquent profondément les esprits. La George Medal lui est accordée peu de temps après par les autorités britanniques en récompense de son attitude exemplaire.
En 1974, Purley retourne dans la discipline inférieure au sein de l'écurie de Peter Harper, où il obtient trois secondes places. Il dispute également le Grand Prix de Macao de Formule 3 et décroche le premier accessit. Pour remercier son pilote, Peter Harper loue une Token Racing RJ02 et l'engage au Grand Prix de Grande-Bretagne mais David ne parvient pas à se qualifier. En 1975, Purley s'engage en championnat britannique de Formule 5000 sur Chevron-Ford. Il remporte deux victoires en 1975 puis six en 1976 ce qui lui permet d'être titré.

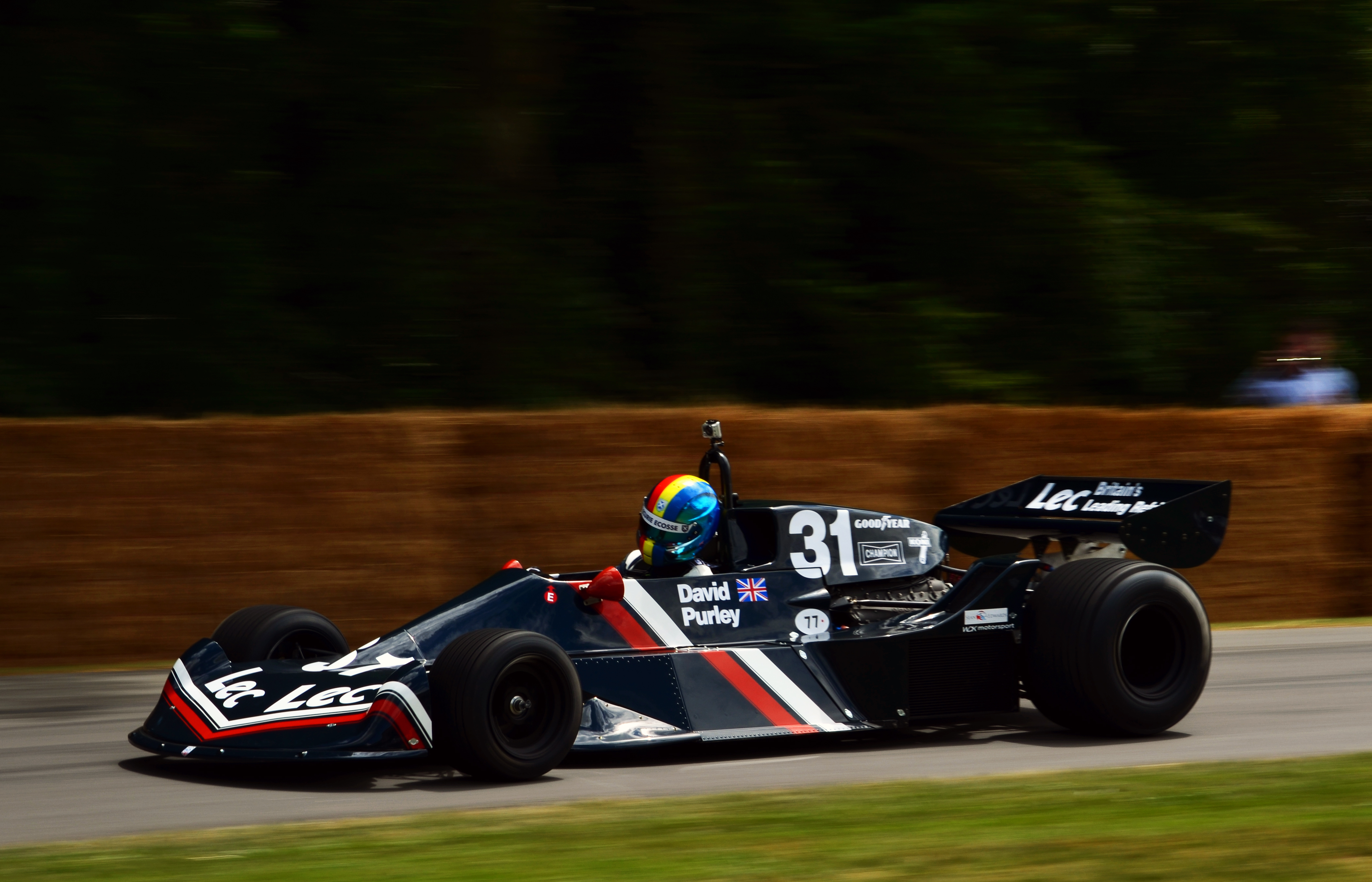
La LEC CRP1 de david Purley en exhibition à Goodwood en 2014.

En 1977, il retourne en Formule 1 en tant que patron-pilote de la nouvelle écurie LEC, au volant d'une voiture (LEC CRP1, du nom de son fidèle bailleur de fonds) conçue par l'ingénieur Mike Pilbeam (ex-BRM). Purley s'engage aux Grand Prix d'Espagne puis de Monaco mais ne les dispute pas car la monoplace n'est pas finalisée. La première course de Purley sur la CRP1 est la Race of Champions, hors-championnat, course prometteuse puisque Purley termine sixième. La CRP1 débute en championnat du monde au Grand Prix de Belgique où Purley se qualifie à la vingtième place. Grâce à une voiture rustique mais fiable et bien construite, il grimpe jusqu'à la troisième place en course, avant de rétrograder à cause d'un problème lors d'un ravitaillement. Il reçoit tout de même le drapeau à damiers en treizième position. Purley se qualifie pour les deux Grands Prix suivants, en Suède puis en France (au dix-neuvième et vingt-et-unième places). S'il termine quatorzième en Suède, le Grand Prix de France, disputé à Prenois, est beaucoup plus rude pour la jeune écurie : Purley, privé de freins, perd le contrôle de sa monoplace et la détruit complètement. Le budget limité de l'équipe est quasiment englouti pour réparer le châssis afin de pouvoir disputer le Grand Prix de Grande-Bretagne à venir.
L'aventure se termine par un grave accident lors des essais préqualificatifs du Grand Prix de Grande-Bretagne où la CRP1, à peine reconstruite, connaît un problème d'accélérateur : Purley ne parvient pas à ralentir, quitte la piste et subit un crash monstrueux (une décélération de 179,8 g en passant de 173 km/h à 0 km/h sur seulement 66 cm ; il est le seul homme au monde avoir survécu à une telle décélération et à ce titre figure dans le Livre Guinness des records). Cet accident lui cause de multiples fractures aux jambes, à la ceinture pelvienne et un grave traumatisme crânien : Purley doit observer une convalescence de plusieurs mois. 
Il retourne brièvement à la compétition en 1979 sur Porsche, dans des petites épreuves locales pour tester ses capacités à reprendre la compétition, puis en championnat Aurora FX (championnat britannique de Formule 1) où son meilleur résultat est une quatrième place lors de l'épreuve de Snetterton, avant de mettre un terme définitif à sa carrière de pilote automobile.
David Purley décide alors de se reconvertir dans les compétitions d'acrobaties aériennes. Il meurt le 2 juillet 1985 aux commandes de son biplan Pitts special qui s'écrase dans la Manche près de Bognor Regis.

## Résultats en championnat du monde de Formule 1
| Saison | Écurie                   | Châssis    | Moteur      | Pneus    | GP disputés | Points inscrits | Classement |
| ------ | ------------------------ | ---------- | ----------- | -------- | ----------- | --------------- | ---------- |
| 1973   | LEC Refrigeration Racing | March 731  | Cosworth V8 | Goodyear | 4           | 0               | n.c.       |
| 1974   | Team Harper              | Token RJ02 | Cosworth V8 | Goodyear | 0           | 0               | n.c.       |
| 1977   | LEC Refrigeration Racing | LEC CRP1   | Cosworth V8 | Goodyear | 3           | 0               | n.c.       |